# Roland Mikler
Roland Mikler (* 20. September 1984 in Dunaújváros) ist ein ungarischer Handballtorwart.

## Karriere

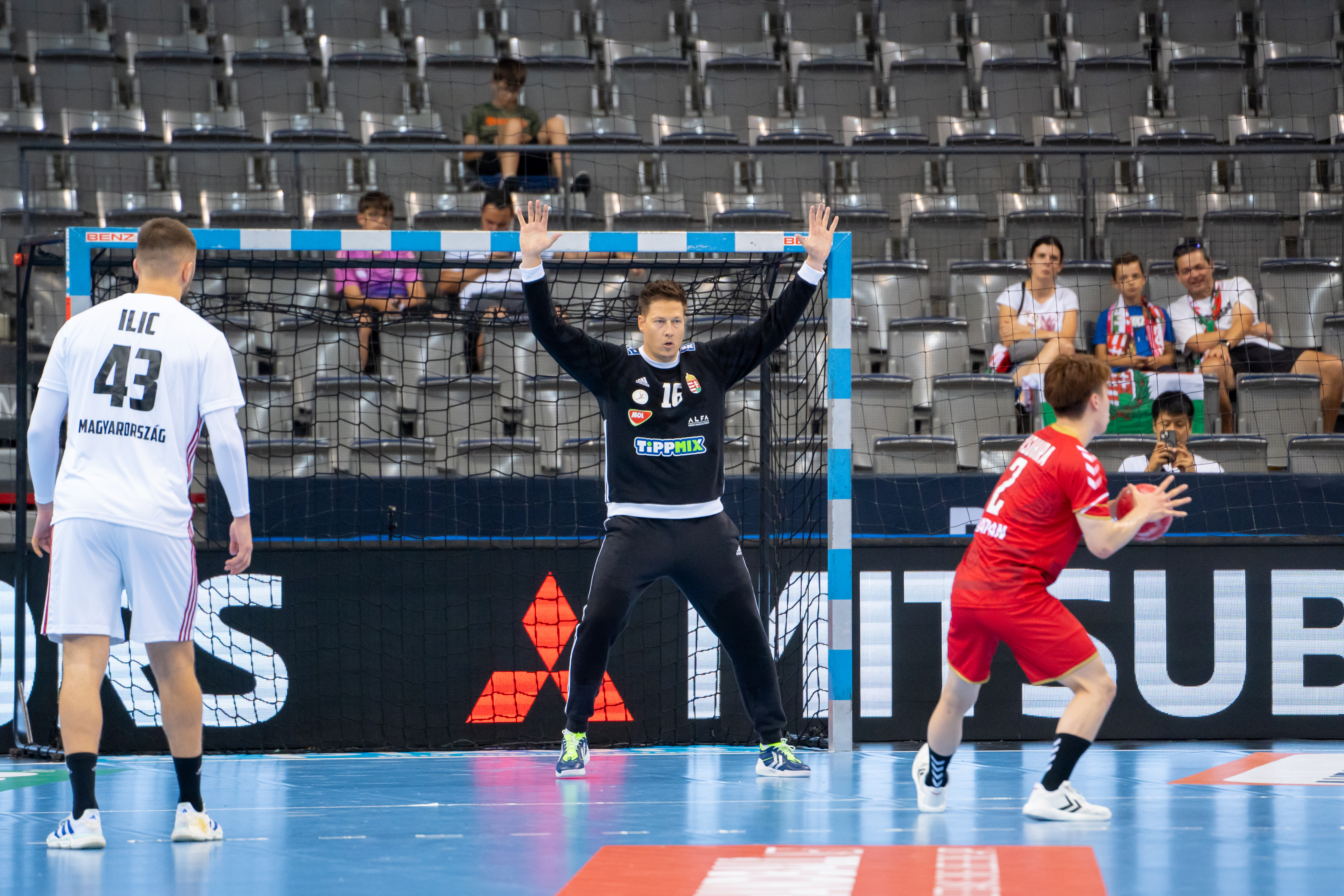
Roland Mikler im Trikot der Nationalmannschaft 2024

Der 1,94 Meter große und 102 Kilogramm schwere Torhüter stand bei Dunaferr SE unter Vertrag. Mit Dunaferr spielte er im EHF-Pokal (Spielzeiten 2002/03 bis 2007/08, 2009/10) und im Europapokal der Pokalsieger (2001/02, 2008/09). Ab 2010 spielte er für Pick Szeged, mit dem er 2014 den EHF Europa Pokal gewann. Zur Saison 2014/15 wechselte er zum Serienmeister Telekom Veszprém. Mit Veszprém gewann er 2015, 2016, 2017 und 2019 sowohl die Meisterschaft als auch den ungarischen Pokal. Im Sommer 2019 kehrte er zu Pick Szeged zurück. Mit Szeged gewann er 2021 und 2022 die ungarische Meisterschaft sowie 2025 den ungarischen Pokal.
Ab 2004 bestritt Roland Mikler 251 Länderspiele für die ungarische Nationalmannschaft. Er stand im Aufgebot Ungarns für die Europameisterschaften 2012 (8. Platz), 2014 (8. Platz), 2016 (12. Platz), 2018 (14. Platz), 2020 (9. Platz) und 2022 (15. Platz). Im Sommer 2012 nahm er an den Olympischen Spielen in London teil. Außerdem wurde er für die Aufgebote der Weltmeisterschaften 2011 (7. Platz), 2013 (8. Platz), 2017 (7. Platz), 2019 (10. Platz), 2021 (5. Platz) und 2023 (8. Platz) berufen. Nach den Olympischen Spielen 2024 in Paris beendete er zunächst seine Länderspielkarriere. Bei der Weltmeisterschaft 2025 warf er ein Tor in vier Spielen und belegte mit dem Team den 8. Platz.

## Sonstiges
Sein jüngerer Bruder Krisztián Mikler hütet ebenfalls das Handballtor.